# シェラトン・グランデ・トーキョーベイ・ホテル

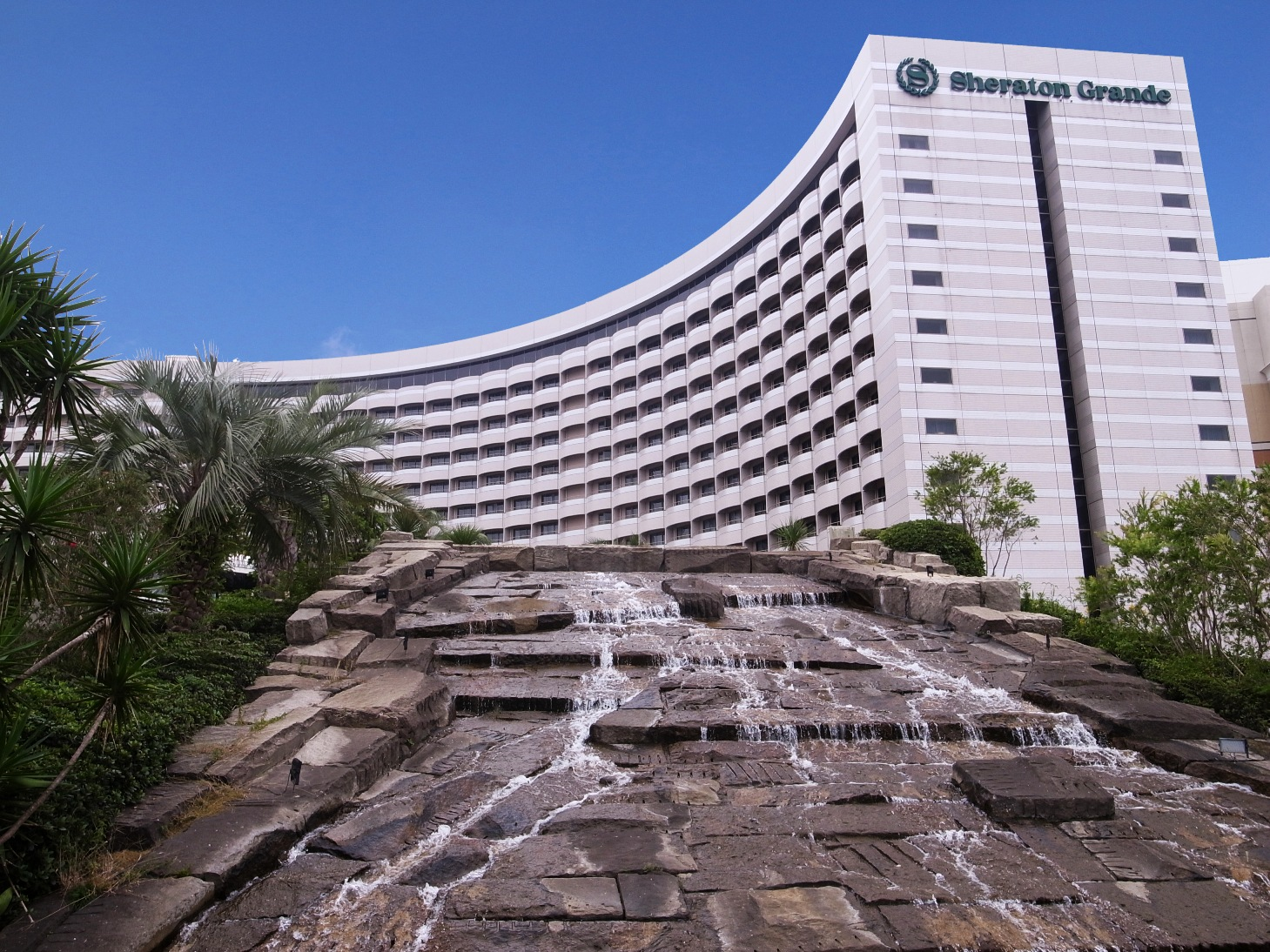

シェラトン・グランデ・トーキョーベイ・ホテル (Sheraton Grande Tokyo Bay Hotel) とは、千葉県浦安市舞浜にあるホテルである。東京ディズニーリゾート・オフィシャルホテルの一つ。

## 概要
東京ディズニーリゾート内にある。スターウッド・ホテル&リゾート社がもつ「シェラトン」ブランドのホテルの一つで、2012年現在日本に存在するシェラトンとしては最古のホテル。1988年（昭和63年）4月14日開業。「ホテルオークラ東京ベイ」と東京ディズニーリゾートの駐車場「リゾートパーキング 3」の間に位置する。料飲施設は5箇所、宴会施設は14箇所。
開業当初は大成建設が所有し、「シェラトン・グランデ・トーキョーベイ・ホテル&タワーズ」との名称であった。
2007年（平成19年）3月にモルガン・スタンレーとスターウッド・ホテル&リゾート・ワールドワイドによる合弁会社が、大成から経営会社の株式を譲渡されるかたちで買収した。
2008年（平成20年）3月に2階ロビーを全面改装し、12月に別棟「オアシス」改装し、2009年（平成21年）3月に婚礼施設を改装した。
2013年（平成25年）4月14日に開業25周年を迎えた。
2013年（平成25年）8月に、米フォートレス・インベストメント・グループが買収。
2016年（平成28年）12月に新館「PARK WING」を増設、客室数は1016室となり、舞浜地区のホテルで初の1000室超かつ最大規模のホテルとなった。
2017年（平成29年）9月に、インヴィンシブル投資法人とシンガポール政府投資公社（GIC）による共同出資となる。
クラブフロア宿泊者とプラチナエリート以上のマリオット会員はクラブラウンジを利用できる。

## 客室
さまざまなタイプの客室がある。
- スタンダード（3 - 5階）
- オーシャンドリームルーム（6 - 7階）
- グランデルーム（9 - 10階）
- パークウィングルーム（2階 - 10階）
- トレジャーズルーム（8階）
- レギュラースイート（5･9階）
- 和室：ジャパニーズスイート（3階）
- アクセシブルルーム（3 - 5階）
- スターウッドプリファードゲストルーム（11階）
  - ※スターウッド プリファード ゲスト会員専用であったが、2008年（平成20年）4月からクラブレベルに変更[要出典]
- クラブレベルルーム（11 - 12階）
- プレジデンシャルスイート（11階）
- インペリアルスイート（11階）

## 交通機関
- 東京ディズニーリゾートの各地を結んでいるディズニーリゾートラインの「ベイサイド・ステーション」が最寄り駅。そこから東京ディズニーシーや東京ディズニーランドへ行ける。ベイサイド・ステーションとホテル間でディズニーリゾートクルーザーが運行しており、無料で利用できる。また、ホテルと舞浜駅間を結ぶシャトルバスも運行されている[13]。
- 羽田空港と成田空港をそれぞれ結んでおり、リムジンバスが運行される。
- 東京ベイシティ交通系統12舞浜リゾート線「シェラトンホテル・ホテルオークラ」下車

## 関連作品
- 大輝くんのくじら（著：清水久美子 絵：笹尾俊一） - メイク・ア・ウィッシュ・オブ・ジャパンの支援を受けて東京ディズニーランド旅行時に宿泊した男児が一日社長として招待され屋上にクジラの絵が描かれたエピソードを元とした絵本。
- 日経スペシャル ガイアの夜明け 華麗なるブライダル戦争～二極化時代の“幸せの選択”～（2006年8月1日、テレビ東京）[14] - 一流ホテルの派手婚を取材。